# John Allen Nelson
John Allen Nelson, född den 28 augusti 1959 i San Antonio, Texas, är amerikansk skådespelare.
Nelsons mest kända roll är John D. Cort i TV-serien Baywatch.
Nelson var tidigare gift med en svenska och parets båda barn Axel och Linnea bor med mamman i Borås, Sverige.

## Filmografi (urval)
- 2005-2006 - 24 (TV-serie)
- 2003 – Baywatch: Hawaiian Wedding
- 1996 – Follow Me Home
- 1994 - Vänner, avsnitt The Pilot (TV-serie)
- 1990-1995 - Baywatch (TV-serie)